# الصنع (القفر)

تعديل مصدري - تعديل

الصنع هي إحدى قرى عزلة بني سباء بمديرية القفر التابعة لمحافظة إب، بلغ تعداد سكانها 255 نسمة حسب تعداد اليمن لعام 2004.